# 沙塔
沙塔（法語：Châtas，法語發音：[ʃata] ⓘ）是法国大東部大區孚日省的一个市镇，属于孚日圣迪耶区。

## 地理
沙塔（48°21'43"N, 7°2'6"E）面积5.55 平方千米，位于法国大東部大區孚日省，该省份为法国东北部内陆省份，北起默兹省和默尔特-摩泽尔省，西接上马恩省，南至上索恩省和贝尔福地区省，东临上莱茵省和下莱茵省。
与沙塔接壤的市镇（或旧市镇、城区）包括：梅尼勒德瑟诺讷、勒皮、邦德萨、大福斯、格朗吕。

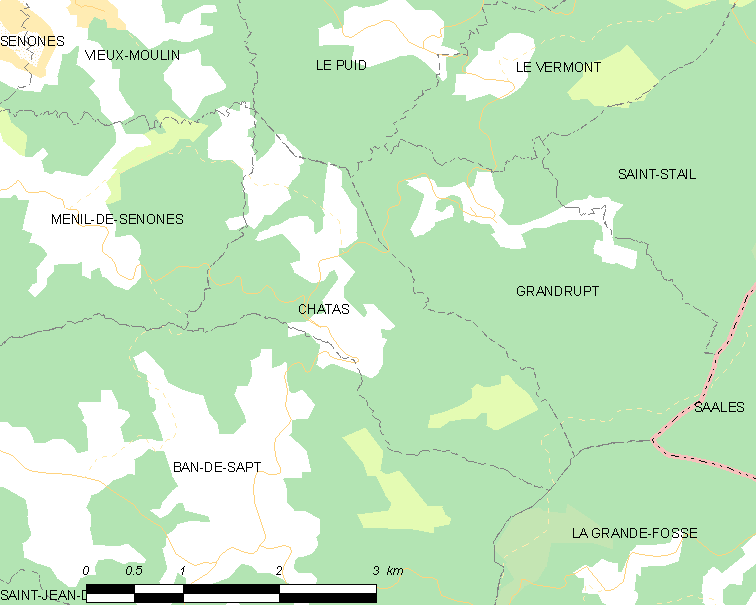
沙塔的OSM定位图

沙塔的时区为UTC+01:00、UTC+02:00（夏令时）。

## 行政
沙塔的邮政编码为88210，INSEE市镇编码为88093。

## 政治
沙塔所属的省级选区为拉翁莱塔普县。

## 人口

1962-2008年间沙塔人口变化图示

沙塔于2022年1月1日时的人口数量为36人。